# Mindel
|  | Per a altres significats, vegeu «Glaciació de Mindel». |

El riu Mindel es troba a Baviera, Alemanya. Neix a Kaufbeuren, dins la regió d'Allgäu, té una llargada de 77,9 km i generalment flueix cap al nord essent afluent per la dreta del Danubi on conflueix a Gundremmingen, a l'est de Günzburg. Les poblacions de Mindelheim, Burgau i Thannhausen es troben a la seva riba.
El riu Mindel dona el seu nom a unaglaciació de fa entre 350,000 - 250,000 anys.